# Das Fräulein vom Amt
Das Fräulein vom Amt (Originaltitel: The Telephone Girl) ist ein US-amerikanisches Stummfilmdrama aus dem Jahr 1927 von Herbert Brenon mit Madge Bellamy in der Titelrolle. Das Drehbuch basiert auf dem Bühnenstück The Woman von William C. de Mille.

## Handlung
Der einflussreiche Politiker Jim Blake unterstützt seinen Schwiegersohn Mark Robinson als Gouverneur. Sie entdecken, dass Robinsons Gegner sich drei Jahre vor seiner Hochzeit in einem Hotel als „Matthew Standish und Frau“ angemeldet hat. Blake bringt Standish dazu, das fragliche Mädchen vor dieser Entdeckung zu warnen, aber Kitty, eine für ihren Plan wichtige Telefonistin, weigert sich, mitzuarbeiten. Schließlich werden die Fakten geklärt und Kitty heiratet Blakes Sohn Tom.

## Hintergrund
Gedreht wurde der Film in den Astoria-Studios auf Long Island.
Für May Allison war es die letzte Filmrolle.

## Veröffentlichung
Die Premiere des Films fand am 26. März 1927 statt. 1928 kam er in Österreich in die Kinos.